# إرفين فون لاهوسين

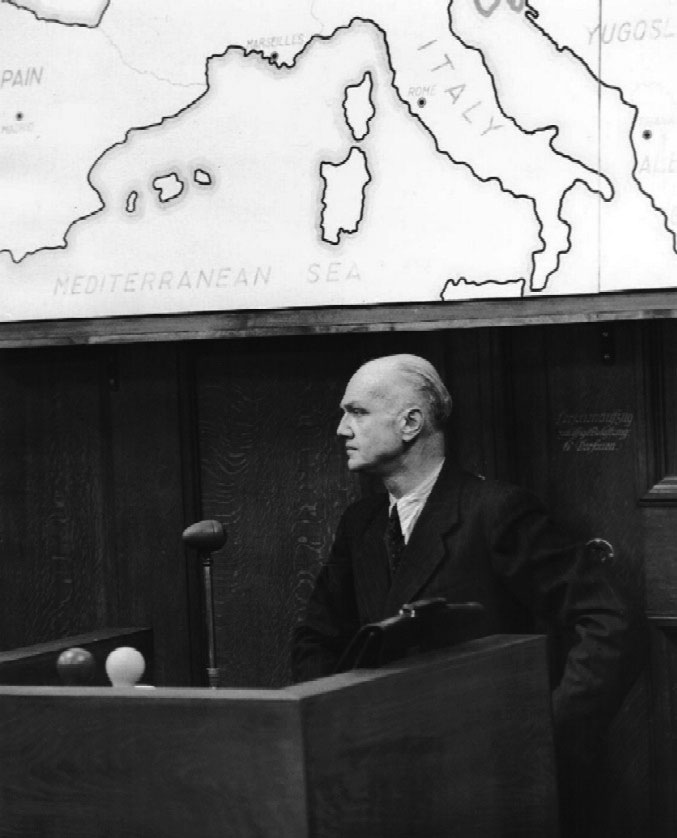
الجنرال إروين لاهوسين يدلي بشهادته ضد هيرمان جورينج و21 من المنهميين النازيين في محاكمات نورمبرغ لجرائم الحرب عام 1946

اللواء إروين فون لاهوسن (بالألمانية: Erwin von Lahousen) (25 أكتوبر 1897 - 24 فبراير 1955) مسؤولًا رفيع المستوى في أبڤير خلال الحرب العالمية الثانية، وكذلك كان عضوًا في المقاومة الألمانية للنازية ولاعبًا رئيسيًا في محاولات اغتيال أدولف هتلر في 13 مارس 1943 و20 يوليو 1944.

## الخلفية
نمساوي من عائلة أرستقراطية، خدم في الجيش النمساوي الهنغاري خلال الحرب العالمية الأولى. بعد الحرب، أصبح عضوا في المخابرات النمساوية. ومع ذلك، تم دمج أنشولوس في عام 1938 أجهزة المخابرات النمساوية في ألمانيا، وانضم لاهوسن إلى أبووير، برئاسة الأدميرال فيلهلم كاناريس.

## الحرب العالمية الثانية
أخذ الرجلان بعضهما بعضا بشكل جيد، حيث كان كلاهما يشتركان في مشاعر معادية للنازية. أصبح لاهوسن عضوًا في دائرة من الضباط الذين تم اختيارهم الذين يعارضون هتلر حيث كان يدير وكالة الاستخبارات. قام كناريس بتعيينه رئيسًا لأبوهر، القسم الثاني، والذي تعامل في المقام الأول مع فوج براندنبورغ والتخريب المتعمد.
في عام 1943، تم إرسال لاهوسن إلى الجبهة الشرقية وبالتالي هرب في الأيام الأخيرة لأبوهر، والتي سقطت، إلى جانب كناريس، في مستنقع. ادعى لاهوسن فيما بعد أنه هو الذي زود القنبلة المستخدمة في مؤامرة سمولينسك ( عملية سبارك في 13 مارس 1943 ). فشلت محاولة الاغتيال التي قام بها فابيان فون شلابريندورف.
بعد فشل محاولة الاغتيال والانقلاب (مؤامرة 20 يوليو)، تم إعدام كلاوس فون ستافنبرغ وآلاف المتآمرين الآخرين، بما في ذلك كناريس. بسبب خدمته في الجبهة، نجا لاهوسن. في 19 يوليو 1944، أصيب لاهوسن بجروح بالغة جراء قصف مدفعي.

## محاكمات نورمبرغ
بعد نهاية الحرب، شهد لاهوسن طواعية ضد هيرمان جورينج و21 متهم نازي في محاكمات نورمبرغ لجرائم الحرب في 1945-1946. كان لاهوسن أول شاهد للادعاء، حيث برز لكونه الناجي الوحيد من «مقاومة أبووير». من بين أمور أخرى، وقدم الأدلة حول قتل مئات الآلاف من أسرى الحرب السوفييت ووحدات القتل المتنقلة وفرق الموت، التي قتلت أكثر من مليون يهودي في مناطق الغزو فيالاتحاد السوفياتي وبولندا وأوكرانيا.